# والتر أوكن
والتر أوكن (بالألمانية: Walter Eucken )‏ (و. 1891 – 1950 م) هو اقتصادي ألماني، ولد في ينا، توفي في لندن، عن عمر يناهز 59 عاماً.

## التعليم
تعلم في جامعة كيل، وجامعة بون، وجامعة ينا.

## روابط خارجية
- والتر أوكن على موقع مونزينجر (الألمانية)